# Listă de scriitori sași din Transilvania
Aceasta este o listă de scriitori sași din Transilvania.
- Wolf von Aichelburg (1912–1994)
- Michael Albert (1836–1893)
- Josef Bacon (1878–1881)
- Hans Bergel (* 1925)
- Andreas Birkner (1911–1998)
- Rolf Bossert (1952–1986)
- Brallerus Keresztély (sec. 16.–17.)
- Andreas Brecht von Brechtenberg (1805–1842)
- Bernhard Capesius (1889–1981)
- Roswith Capesius (1929–1984)
- Oscar Walter Cisek (1897–1966)
- Clementis Zakariás (sec. 17.–18.)
- Simon Christophori (1671–1726)
- Georg Deidrich († 1605)
- Valentin Frank von Franckenstein (1643–1697)
- Frida Franz
- Otto Folberth (1876–1991)
- Johann Gorgias (1640–1684)
- Egon Hajek (1888–1963)
- Arnold Hauser (1929–1988)
- Roswitha Heitz-Sill (* 1952)
- Christian Heyser (1776–1839)
- Franz Hodjak (* 1944)
- Johannes Honterus (1498–1549)
- Albert Huet (1537–1607)
- Otto Fritz Jickeli (1888–1960)
- Viktor Kästner (1826–1857)
- Johann Samuel Kessler (1711–1796)
- Hermann Klöss (1880–1948)
- Anemone Latzina (1942–1993)
- Hans Leicht (1886–1937)
- Joseph Marlin (1824–1849)
- Heinrich Melas (1829–1894)
- Georg Maurer (1907–1971)
- Adolf Meschendörfer (1877–1963)
- Maximilian Leopold Moltke (1819–1914)
- Martin Samuel Möckesch (1813–1890)
- Friedrich Müller-Langenthal (1884–1969)
- Walter Myss (1920–2008)
- Franz Obert (1828–1908)
- Bernhard Ohsam (1926–2001)
- Oskar Pastior (1927–2006)
- Oskar Paulini (1904–1980)
- Otto Piringer (1874–1950)
- Ritoók János, Johann Miess Günther (1935–1981)
- Daniel Roth (scriitor) (1801–1859)
- Stephan Ludwig Roth (1796–1849)
- Georg Reypchen (1528–1598)
- Georg Scherg (1917–2002)
- Christian Schesaeus (1535–1585)
- Eginald Schlattner (1933)
- Klaus F. Schneider (* 1958)
- Adolf Schullerus (1864–1928)
- Gustav Schuster, alias Schuster Dutz (1885–1968)
- Claus Stephani (1938)
- Stephan Stieröchsel (Taurinus) (1485–1519)
- Johannes Tröster (1640-1670)
- Ernest Wichner (* 1952)
- Erwin Wittstock (1899–1962)
- Joachim Wittstock (* 1939)
- Heinrich Zillich (1898–1988)